# Luis Antonio Moreno
Luis Antonio Moreno Huila (Jamundí, 1970. december 25. –) kolumbiai válogatott labdarúgó.
A kolumbiai válogatott tagjaként részt vett az 1997-es Copa Américán és az 1998-as világbajnokságon.

## Sikerei, díjai
América de Cali
- Kolumbiai bajnok (2): 1990, 1992